# ليونارد لولور
ليونارد لولور (بالإنجليزية: Leonard Lawlor)‏ هو فيلسوف أمريكي، ولد في 2 نوفمبر 1954.